# Agnadello
Agnadello é uma comuna italiana da região da Lombardia, província de Cremona, com cerca de 2.977 habitantes. Estende-se por uma área de 12 km², tendo uma densidade populacional de 248 hab/km². Faz fronteira com Arzago d'Adda (BG), Palazzo Pignano, Pandino, Rivolta d'Adda, Torlino Vimercati, Vailate.

## Demografia
| Variação demográfica do município entre 1861 e 2011                               |
|                                                                                   |
| Fonte: Istituto Nazionale di Statistica (ISTAT) - Elaboração gráfica da Wikipedia |